# Cysticercoïde
Un Cysticercoïde (nom masculin), ou larve cysticercoïde (ici adjectif), désigne une forme larvaire de certaines cestodes. Ces larves demeurent charnues sans vésicule (ou celle-ci est rudimentaire sans liquide) et contiennent un scolex invaginé comme Hymenolepis diminuta ou Rodentolepis nana. On parle d'ailleurs de ténias non vésiculaires. Le terme est attribué à Rudolf Leuckart. Les cysticercoïdes ne développent leur cycle que s'ils sont ingérés par des invertébrés, surtout des insectes ou des acariens, qui sont donc les hôtes intermédiaires.
Il ne faut pas confondre avec le cysticerque qui est la forme larvaire et vésiculée d'autres ténias, qui eux trouvent leur hôte intermédiaire chez les vertébrés.